# Fauna Australije
U faunu Australije ubrajaju se mnoge jedinstvene životinje; oko 83 % sisavaca, 89 % gmazova, 90 % riba i kukaca i 93 % vodozemaca koji nastanjuju ovaj kontinent je endemično za Australiju. Visoka razina endemičnosti je rezultat duge zemljopisne izoliranosti ovog kontinenta, tektonske stabilnosti i zbog neobičnog utjecaja promjene klime na tlo i biljke tijekom vremena. Jedinstvena osobina australske faune je relativna rijetkost viših sisavaca (placentala). Zato tobolčari - grupa sisavaca koji svoje mlade podižu u džepu, uključujući oposume, koale, klokane i druge - zauzimaju mnoge ekološke niše koje placentali zauzimaju drugdje u svijetu. Australija je dom dvije od pet poznatih vrsta jednootvornih sisavaca (monotermata), a tu žive i brojne otrovne vrste poput čudnovatog kljunaša, pauka, štipavaca, meduza, školjkaša i raža. Jedinstveno, u Australiji živi više otrovnih nego neotrovnih vrsta zmija.
Dolazak Maora u Australiju prije više od 40.000 godina, a kasnije i Europljana 1788. godine, je dosta utjecao na faunu. Lov, uvođenje vrsta koje tu nisu prije živjele te prenamjena zemljišta uključujući i uništavanje staništa, su doveli do izumiranja mnogih vrsta. Neke od njih su rajski papagaj, Chaeropus ecaudatus i Potorous platyops. Nestabilno tlo još uvijek ugrožava mnoge vrste. Da bi zaštitila svoju faunu, australska vlada je osnovala mnoga zaštićena područja.

## Podrijetlo
I geološki i klimatski događaji su pomogli da fauna Australije postane jedinstvena. Australija je nekada bila dio superkontinenta Gondvana, zajedno s Južnom Amerikom, Afrikom, Indijom i Antarktikom. Gondvana se počela raspadati prije 140 milijuna godina; prije 50 milijuna godina Australija se odvojila od Antarktike i bila relativno izolirana sve do sudara Indoaustralske ploče s Azijskom pločom prije 5,3 milijuna godina. Evoluciju današnje faune je jednim dijelom oblikovala jedinstvena klima i geologija kontinenta. Dok se Australija odmicala, bila je, donekle, izolirana od efekata globalnih klimatskih promjena. Jedinstvena fauna koja je živjela na Gondvani je preživjela i prilagođavala se u Australiji.
Nakon miocena, fauna azijskog podrijetla mogla se preseliti u Australiju. Wallaceova linija—hipotetična linija koja dijeli zoogeografske regije Azije i Australazije - označava granicu između Euroazijske i Indoaustralske ploče. Ova granica nije dozvolila formiranje kopnenog mosta i rezultirala u različitoj zoogeografskoj rasprostranjenosti (azijske vrste nisu dospjele u Australiju i potisnule životinje koje su tu živjele), s izuzetkom ptica. Nakon pojave morske struje oko Antarktika prije nekih 15 milijuna godina, australska klima je postala suha, što je dovelo do stvaranja raznolike grupe organizama specijaliziranih za sušne uvjete, kao što su na vlažnim tropskim i sezonski vlažnim mjestima nastale vrste prilagođene tom staništu.

## Sisavci
Australija je bogata fosilima sisavaca, kao i živim vrstama, od kojih dominiraju tobolčari. Fosili pokazuju da su monotremati bili prisutni u Australiji od rane krede, prije 145-99 milijuna godina, a da su se tobolčari i placentali pojavili u eocenu,  prije 56-34 milijuna godina, kada se moderni sisavci pojavljuju među fosilnim zapisima. Iako su tobolčari i placentali koegzistirali u Australiji u eocenu, samo su tobolčari preživjeli do danas. Placentalni sisavci su se ponovo pojavili u miocenu, kada se Australija primakla Indoneziji, pa su se šišmiši i štakori počeli pojavljivati u fosilnim zapisima. Tobolčari su evoluirali da popune specifične ekološke niše, a u mnogim su slučajevima fizički slični placentalnim sisavcima u Euroaziji i Sjevernoj Americi koji okupiraju slične niše. To je fenomen poznat kao konvergentna evolucija. Naprimjer, glavni predator u Australiji, psoglavi vučak, je bio upadljivo sličan psima poput sivog vuka; jedreći oposumi i leteće vjeverice imaju slične prilagodbe koje im omogućavaju život u zraku; i numbat i mravojedi su kukcojedi koji kopaju da bi našli hranu.

## Ptice
Australija i teritoriji koji joj pripadaju su dom za preko 800 vrsta ptica; oko 350 njih je endemično za zoogeografsku regiju koja obuhvaća Australiju, Novu Gvineju i Novi Zeland. Fosilni zapisi ptica u Australiji nisu baš česti; međutim, ima fosila predaka živih vrsta koji su živjeli i u kasnom oligocenu.  Ptice koje potiču s Gondvane su neletačice, biserke i ogroman broj endemičnih papiga. Australske papige čine šestinu svjetske populacije, zajedno s mnogim kakaduima. Kukabura je najveći vodomar, poznata po svom pjevu sličnom smijanju. 
Vrapčarke Australije su carići, crvendaći, svrake, medojedi, puzavci, liroptice, rajske ptice i baštovanke. Baštovanke su evolucionistima veoma interesantne zbog svog običaja da mužjaci prave stubove i pećinice od grančica, a kasnije oko njih stavljaju predmete raznih boja kako bi privukli ženke.
Ptice koje su relativno nedavno naselile ove prostore su lastavice, ševe, drozdovi, sunčanice i neke ptice grabljivice. Brojne je ptice uveo čovjek, od kojih su neke štetne po vrste koje su ovdje živjele, dok neke uspješno žive s njima. Neke od njih su vrabac, čvorak i indijska Mina.
Oko 200 vrsta morskih ptica živi na australskoj obali, uključujući mnoge selice. Oko dva milijuna ptica prolazi Australiju kada se sele od Rusije do Novog Zelanda. Jedna vrlo česta velika morska ptica je Australski nesit. Mali pingvin je jedina vrsta pingvina koja se razmnožava u Australiji.

## Vodozemci i gmazovi
Australija ima četiri porodice žaba i jednu uvezenu vrstu žabe, trščanu žabu. Trščana žaba je uvezena u Australiju 1935. u neuspjelom pokušaju da se kontroliraju štetnici koji uništavaju šećernu trsku. Od tada je postala štetočina i proširila svoj areal po sjeveru Australije. Osim što se natjecala s domaćim kukcojedima za hranu, mogla je stvoriti otrov koji je smrtonosan za domaću faunu kao i za ljude. Myobatrachidae, ili južne žabe, su najveća grupa žaba u Australiji, sa 120 vrsta u 21 rodu. Istaknut pripadnik ove porodice je šarena i ugrožena vrsta Pseudophryne corroboree. Žabe koje žive na drveću, iz porodice Hylidae, su česte u područjima gdje su padaline česte na sjevernoj i istočnoj obali; postoji 77 australskih vrsta iz 3 roda. 18 vrsta iz dva roda porodice Microhylidae su ograničene na kišne šume; najmanja vrsta, Cophixalus exiguus, je iz ove porodice. Postoji jedna vrsta iz porodice pravih žaba (Ranidae) - australska šumska žaba - koja nastanjuje samo kišne šume Queenslanda. Kao i drugdje, nastao je veliki pad u populaciji žaba u Australiji prošlih godina. Iako razlozi nestajanja nisu utvrđeni, barem jednim dijelom može biti kriva bolest kod vodozemaca - Chytridiomykoza.
U Australiji postoje i slatkovodni i morski krokodili. Morski krokodil, sa svojih 7 m dužine i više od 1000 kg težine, je najveći na svijetu, i može ubiti i ubija ljude. Žive na obali, u rijekama i močvarama na sjeveru Australije, a i uzgajaju se zbog svog mesa i kože. Slatkovodni krokodili, koji žive samo na sjeveru Australije, se ne smatraju opasnima za ljude.
Obalu Australije posjećuje šest vrsta želvi: Natator depressus, golema želva, Eretmochelys imbricata, Lepidochelys olivacea, Caretta caretta i sedmopruga usminjača; sve su zaštićene u australskim vodama. Postoji 29 vrsta slatkovodnih kornjača iz osam rodova porodice Chelidae. Carettochelys insculpta je jedini australski pripadnik te porodice. Australija i Antarktika su jedini kontinenti bez ijedne vrste kopnenih kornjača.
Australija je jedini kontinent na kojem ima više otrovnih nego neotrovnih zmija. Australske zmije se svrstavaju u sedam porodica. Od njih su najotrovnije Oxyuranus microlepidotus, Pseudonaja textilis, tajpan i Notechis scutatus i pripadaju porodici Elapidae. Od 200 vrsta te porodice 86 živi samo u Australiji. 33 vrste morskih zmija porodice Hydrophiidae nastanjuju vode na sjeveru Australije; mnoge su veoma otrovne. Dvije vrste morskih zmija porodice Acrochordidae također žive u australskim vodama. Australija ima samo 11 vrsta iz najznačajnije porodice zmija, Colubridae; nijedna od njih nije endemična, i smatraju se relativno novim pridošlicama iz Azije. Postoji 15 vrsta pitona i 31 vrsta kukcojedih slijepih zmija.
U Australiji postoji više vrsta guštera nego igdje drugdje u svijetu. Ima 114 vrsta u 18 rodova gekona koji žive na cijelom kontinentu. Pygopodidae je porodica beznogih guštera endemičnih za australsku regiju; od 34 vrste u 13 rodova, samo jedna ne živi na ovom kontinentu. Ima 66 vrsta agama u 13 rodova. Ima 26 vrsta varana u Australiji, od kojih je najveći Varanus giganteus, koji može narasti do 2 m dužine. Postoji 389 vrsta skinka u 38 rodova, što čini oko 50 % svih australskih guštera; u ovu grupu spadaju gušteri plavog jezika.

## Ribe
Više od 4 400 vrsta riba nastanjuje vode Australije; od njih je 90 % endemično. Međutim, zbog relativne rijetkosti slatkih vodotokova, u Australiji živi samo 170 vrsta slatkovodnih riba. Dvije porodice slatkovodnih riba imaju drevno podrijetlo: Osteoglossidae i vrsta Neoceratodus forsteri. Neoceratodus forsteri, najprimitivnija dvodihalica, je evoluirala prije nego što se Australija odvojila od Gondvane. Jedna od najmanjih slatkovodnih riba, karakteristična za jugozapadni dio zapadne Australije, je Lepidogalaxias salamandroides, koja može preživjeti sušu tokom sušne sezone zakopavajući se u blato. Ostale poprodice koje potiču s Gondvane su Retropinnidae, Galaxiidae, Aplochitonidae i Percichthyidae. Osim drevnih slatkovodnih vrsta, 70 % australskih slatkovodnih riba je u srodstvu s tropskim Indo-Pacifičkim morskim vrstama koje su se prilagodile slatkoj vodi. Ipak, fosilni zapisi pokazuju da su mnoge od ovih riba drevnog podrijetla. U ove vrste spadaju paklare, haringe, Melanotaeniidae, Plotosidae i nekih 50 vrsta porodice Eleotridae. Dvije vrste slatkovodnih morskih pasa žive na Sjevernom Teritoriju.
Nekoliko za Australiju egzotičnih slatkovodnih ribljih vrsta, uključujući i neke pastrvke, losose, grgeče i šarane, je uneseno u australske vode. Gambusia affinis je posebno agresivna vrsta poznata po napadanju i grizenju peraja drugim ribama. Povezana je sa smanjenjem broja i lokaliziranim izumiranjima nekoliko malih slatkovodnih vrsta. Uvedene vrste pastrvki su imale ozbiljan negativan utjecaj na brojne australske slatkovodne ribe u gornjim tokovima, ali i na druge životinje poput žaba. Šaran je snažno povezan s dramatičnim gubitkom vodenih trava i smanjenjem broja malenih ribljih vrsta, a uz to je i povezan s povećanjem zamućenja u području rijeka Murray-Darling u jugozapadnoj Australiji.
Većina australskih ribljih vrsta živi u moru. Interesantne životinje su murine, morski konjici (kod kojih mužjaci inkubiraju jaja u posebnom džepu) i druge. Postoji 80 vrsta bodeljki u australskim vodama, uključujući  i jednu od najvećih koštnjača svijeta, džinovsku škarpinu, koja može narasti do 2,7 m i težiti do 400 kg. Carangidae, porodica od 50 vrsta srebrnkastih riba koje žive u jatima, i Lutjanidae su popularne ribe za komercijalni ribolov. Veliki koraljni greben je dom mnogim koraljnim ribama malene do srednje veličine poput riba anđela, riba leptira, glavoča i mnogih drugih. Ima nekoliko otrovnih riba, među njima i nekoliko kamenih riba, četverotupki i morski paun, i sve posjeduju otrove koji mogu ubiti čovjeka. Postoji 11 vrsta otrovnih raža, od kojih je najveća Dasyatis brevicaudata.
Barakude su jedne od najvećih vrsta grebenskih riba. Međutim, velike koraljne ribe se ne bi trebalo jesti, jer su one možda već pojele neku manju otrovnu vrstu, pa se konzumator (čovjek) može otrovati uopće i ne konzumiravši otrovnu vrstu.
Morski psi nastanjuju obalna i estuarijska staništa australske obale. Postoji 166 vrsta, uključujući i 30 vrsta porodice Carcharhinidae, 32 vrste morskih mačaka, 6 vrsta vobegonga, i 40 vrsta porodice Squalidae.
Imaju tri vrste porodice Heterodontidae: rogati morski pas, Heterodontus zebra i Heterodontus galeatus.
2004. je bilo 12 neizazvanih napada morskih pasa u Australiji, od kojih su dva bila fatalna. Samo tri vrste morskih pasa predstavlja prijetnju ljudima: morski pas bik, morski pas tigar i velika bijela psina. Neke popularne plaže u Queenslandu Novom Južnom Walesu brane hvatanjem morskih pasa u mreže, što je smanjilo populaciju i opasnih i bezopasnih vrsta morskih pasa. Izlov morskih pasa je jako smanjio njihovu brojnost u australskim vodama, pa je sada nekoliko vrsta ugroženo. 1988. je na jednoj obali u Perthu pronađen Megachasma pelagios; vrlo se malo zna o ovoj vrsti, ali ovo otkriće možda pokazuje da su prisutni i u morima Australije.

## Beskralježnjaci
Od procjenjenih 200 000 životinjskih vrsta u Australiji, oko 96 % njih su beskralježnjaci. Dok broj vrsta beskralježnjaka nije siguran, 90 % kukaca i školjki se smatra endemičnima za ove prostore. Zauzimaju mnoge ekološke niše koje su važne u svim ekosustavima, poput razlagača, oprašivača i izvora hrane. Njaveća grupa beskralježnjaka su kukci, koji čine 75 % poznatih vrsta životinja u Australiji. Najraznolikiji redovi kukaca su Coleoptera, s 28 200 vrsta tvrdokrilaca i žižaka, Lepidoptera s 20 816 vrsta uključujući i leptire i noćne leptire, i 12 781 vrsta reda Hymenoptera, uključujući mrave, pčele i ose. Red Diptera, u koji spadaju muhe i komarci, se sastoji od 7 786 vrsta, red Hemiptera, u kojeg spadaju lisne uši i vodenbube, se sastoji od 5 650 vrsta; postoji i 2 827 vrsta reda Orthoptera, u koji spadaju skakavci, cvrčci i slični. Uvezene vrste, poput europske ose, crvenog mrava i medonosne pčele, predstavljaju veliku prijetnju domaćim vrstama.
U Australiji živi mnogo paučnjaka, uključujući 135 vrsta pauka. Postoje brojne vrlo otrovne vrste poput vrsta Atrax robustus i Latrodectus hasselti, čiji ugrizi mogu biti smrtonosni. Ima na tisuće vrsta grinja iz reda Acarina. Australija je također dom za osam vrsta lažištipavaca i devet vrsta štipavaca.
U (pod)razredu Oligochaeta koljena kolutićavaca postoje mnoge porodice morskih crva. Tu spada i najveća gujavica na svijetu, Megascolides australis, koja živi samo u Gippslandu. U prosjeku dostignu 80 cm dužine, ali su zabilježene jedinke duge 3,7 m.
U velikoj porodici Parastacidae postoje 124 vrste australskih slatkovodnih rakova. Tu spadaju i najmanji rakovi (močvarni slatkovodni rak koji ne prelazi 3 cm dužine) kao i najveći (Astacopsis gouldi koji dostiže 76 cm dužine i 4,5 kg težine). U rod Cherax spadaju Cherax destructor, zajedno s Cherax tenuimanus i Cherax quadricarinatus. Vrste roda Engaeus, poznati kao kopneni rakovi, također žive u Australiji. Vrste tog roda nisu u potpunosti vodene jer provedu većinu života u svojim rupama. Australija je dom za sedam vrsta slatkovodnih rakova roda Austrothelphusa. Ovi rakovi žive zakopani u obalama rijeka mogu začepiti svoju rupu i tako mogu preživjeti nekoliko godina suše. Veom primitivni pripadnici porodice Anaspididae, koji žive samo u Tasmaniji, su jedinstveni jer izgledom podsjećaju na vrste koje su živjele prije 200 milijuna godina.
Mnogi beskralježnjaci nastanjuju vode i Australije, ponajviše Veliki koraljni greben. Tu spadaju spužve, žarnjaci (meduze, koralji, moruzgve i rebraši), bodljikaši (morski ježinac, morske zvijezde, morski krastavci i ramenonošci) i mekušci (puževi, puževi golaći, priljepci, lignje, hobotnice, školjke i hitoni). Otrovni beskralježnjaci su morska osa, vrste roda Hapalochlaena i deset vrsta porodice Conidae, čiji ubod može uzrokovati prestanak disanja i smrt kod ljudi. Bodljikava morska zvijezda nastanjuje Veliki koraljni greben obično raštrkano. Međutim, pod nekim uslovima koji još nisu otkriveni, ponekad se razmnožavaju ubrzano i mnogo ih se više hrani koraljima, pa se tako oni ne mogu regenerirati. Ovo predstavlja ozbiljnu prijetnju ekosustavu grebena. 
Drugi problematični beskralježnjaci su ljubičasti morski ježinac i bijeli ježinac, koji mogu preuzeti vodena staništa i stvoriti jalovo zemljište zbog pretjeranog izlova njihovih prirodnih grabežljivaca poput abalona i vrste Jasus edwardsii. Uvezeni beskralježnjaci su Musculista senhousia, Asterias amurensis i neki drugi koji zamjenjuju domaće vrste.
U australskim vodama živi mnogo jedinstvenih ljuskara (Ecdysozoa). Najpoznatiji razred, u koji spadaju svi jestivi ljuskari, je Malacostraca. Tople vode sjeverne Australije su dom mnogim vrstama reda desetonožaca Decapoda, poput jastoga i škampa. U nadred Peracarida, kojih ima više u hladnijim vodama južne Australije, spadaju redovi Isopoda i Amphipoda. Manje poznate vodene grupe su razredi Remipedia, Cephalocarida, Branchiopoda, Maxillopoda i Ostracoda. Upadljive vrste su Astacopsis gouldi, drugi najveći rak na svijetu, koji živi u dubokoj vodi i može težiti do 13 kg, australske vrste porodice Palinuridae poznati po tome što nemaju kliješta.

## Uvezene vrste
Uvoženje egzotičnih vrsta u Australiju namjerno, slučajno i prirodno je dovelo do toga, da tamo postoji mnogo uvezenih vrsta i štetočina, koje uspjevaju na ovom kontinentu i sada imaju jak utjecaj na okoliš. Uveženi organizmi utječu na okolinu na mnoge načine. Kunići tlo čine ekonomski neupotrebljivim. Lisice ubijaju domaću faunu, a trščana žaba truje grabežljivce, koji je pojedu. Uvezene su i razne vrste ptica, riba, kukaca i školjki. Ovaj problem nadopunjavaju uvezene biljke kao i bolesti, gljive i paraziti.

## Ljudski utjecaj i očuvanje
Već barem 40 000 godina australska fauna je igrala glavnu ulogu u tradicionalnom životu Aboridžina koji su ubijali mnoge životinje zbog hrane i krzna. Često ubijani kralježnjaci su bili klokani, oposumi, tuljani, ribe i tankokljuni zovoji. Beskralježnjaci korišteni za ishranu su bili kukci poput Agrotis infusa i njihove larve, kao i školjke. Kontrolirano korištenje vatre za obnovu raslinja, kod čega su velike površine šikare bile spaljene da bi se potpomogao lov i novi rast trave, je utjecalo na floru i faunu - i misli se da su veliki biljojedi sa specijaliziranom ishranom, poput velikih ptica neletačica, izumrli zbog toga. Uloga lova i modifikovanja terena od strane aboridžina u izumiranju australske megafaune nije sigurna.
Utjecaj Aboridžina na domaću faunu se smatra manje značajnim nego onaj europskih doseljenika, čiji je utjecaj na krajolik bio relativno velikih razmjera. Izgradnja naselja, direktno iskorištavanje domaće faune, staništa i uvođenje egzotičnih predatora i konkurentnih biljojeda dovelo je do izumiranja nekih 27 vrsta sisavaca, 23 ptičje i 4 žablje vrste. Velik dio australske faune je zaštićen zakonima, a zamjetan izuzetak su klokani, koji su rašireni i redovito se uništavaju. Savez za zaštitu okoliša i očuvanja biološke raznolikosti je osnovan 1999. da zadovolji obveze Australije kao potpisnice Konvencije o biološkoj raznolikosti 1992. godine. Ovaj Savez štiti svu domaću faunu i osigurava identificiranje i zaštitu ugroženih vrsta. U svakoj državi i teritoriju postoje zakonski popis ugroženih vrsta. Trenutno je 380 životinjskih vrsta klasificirano kao ugroženo ili da im prijeti opasnost po aktu EPBC-a, a druge vrste su zaštićene zakonima država i teritorija. Nadalje,  katalogiziraju se sve vrste u Australiji, što je ključan korak za očuvanje bioraznolikosti australske faune. Godine 1973. vlada je osnovala ABRS, koji koordinira istraživanje u taksonomiji, indetificiranju, klasificiranju i rasprostranjenosti flore i faune. ABRS održava besplatnu bazu podataka na internetu u kojoj je katalogizirano dosta opisane flore i faune Australije. Utjecaj postavljanja ilegalnih zamka na rijekama se odrazilo na životinjama poput čudnovatog kljunaša, a zbog neoperznosti svake godine 2-5 ljudi izgubi živote zbog stvorenja koje izgleda bezopasno. Ključ je razumijevanje raznolike faune Australije, jer nešto što izgleda bezopasno je često smrtonosno.
Australija je članica Međunarodne komisije za kitolov (IWC) i žestoko se protivi komercijalnom kitolovu – u australskim su vodama zaštićene sve vrste kitova. Australija je također i potpisnica Washingtonskog sporazuma o zaštiti vrsta (CITES) te zabranjuje izvoz ugroženih vrsta. U svakoj su državi i teritoriju proglašena zaštićena područja kako bi se očuvao i zaštitio zemljin jedinstveni ekosustav. Ta zaštićena područja uključuju nacionalne parkove i druge rezervate, kao i 64 upisana ramsarska močvarna područja i 16 spomenika prirode uključenih na popis Svjetske baštine. Prema stanju iz 2002. godine, 10,8 % (774 619,51 km²) ukupne kopnene površine Australije nalazi se unutar zaštićenih područja.  U mnogim su područjima proglašene zaštićene morske zone kako bi se očuvala morska biološka raznolikost; prema stanju iz 2002. godine, ta područja pokrivaju oko 7 % (646 000 km²) morske površine pod australskom nadležnosti. Velikim koraljnim grebenom i njegovim resursima upravlja Morski park Veliki koraljni greben po posebnim saveznim i državnim zakonima. Neke su od australskih ribolovnih zona već preeksploatirane pa su određene takve kvote da ne dođe do pretjeranog izlova brojnih morskih vrsta.
U Izvještaju o stanju okoliša iz 2001. kojeg su za saveznu vladu pripremili neovisni istraživači, zaključeno je da su se stanje i upravljanje okolišem u Australiji pogoršali od vremena posljednjeg izvještaja iz 1996. godine. U izvještaju je, što je posebno važno za očuvanje flore i faune, naznačeno da mnogi procesi - kao što su promjene hidroloških uvjeta i saliniteta, krčenje šuma, fragmentacija ekosustava, loše upravljanje obalnim okolišem i invazivne vrste – predstavljaju velike probleme za zaštitu biološke raznolikosti u Australiji.